# 喵 (貓)
喵（2010年－2012年5月5日）是一隻雄性美國家貓，曾以作為世界上最重的貓而聞名，死亡時體重達到了39.6磅（18.0公斤）。2012年4月，牠被轉移到聖達菲動物收容所和人道協會，因為牠的87歲老闆不能再照顧他。動物收容所為Meow提供了一種嚴格的高蛋白飲食，旨在使貓體重減輕；但5月5日，Meow在進入動物收容所兩週後死於肺衰竭。